# Ángel González
Ángel González Muñiz (Oviedo, 6 de septiembre de 1925 - Madrid, 12 de enero de 2008) fue un poeta español de la Generación del 50. Premio Príncipe de Asturias de las Letras en 1985 y académico y Premio Reina Sofía de Poesía Iberoamericana en 1996, publicó su primer libro de poemas en 1956.

## Biografía
Nació en Oviedo el 6 de septiembre de 1925. Su infancia se vio fuertemente marcada por la muerte de su padre, fallecido cuando apenas tenía dieciocho meses de edad. La disrupción del seno familiar continuó durante la guerra civil española, cuando su hermano Manolo murió a manos del bando nacional en 1936. Posteriormente, su hermano Pedro se exilió por sus actividades republicanas y su hermana Maruja no pudo ejercer como maestra por el mismo motivo. En 1943 enfermó de tuberculosis, por lo que inició un lento proceso de recuperación en Páramo del Sil, donde se aficionó a leer poesía y empezó a escribirla él mismo. Tres años más tarde se halló ya por fin recuperado, aunque siempre arrastraría una insuficiencia respiratoria que al cabo le produciría la muerte.
Decidió estudiar Derecho en la Universidad de Oviedo y también magisterio; en 1950 se trasladó a Madrid para estudiar en la Escuela Oficial de Periodismo. El poeta Luis García Montero publicó en 2008 Mañana no será lo que Dios Quiera, donde transcribe las memorias de Ángel González. Cuatro años después, en 1954, González opositó para Técnico de Administración
 Civil del Ministerio de Obras Públicas e ingresó en el Cuerpo Técnico; le destinaron a Sevilla, pero en 1955 pidió una excedencia y marchó a Barcelona durante un periodo en el que ejerció como corrector de estilo de algunas editoriales, entablando amistad con el círculo de poetas de Barcelona, formado por Carlos Barral, Jaime Gil de Biedma y José Agustín Goytisolo; en 1956 publicó su primer libro de poemas, Áspero mundo, fruto de su experiencia como hijo de la guerra; con él obtuvo un accésit del Premio Adonais. Volvió a Madrid para trabajar de nuevo en la Administración Pública y conoció al grupo madrileño de escritores de su generación, Juan García Hortelano, Gabriel Celaya, Caballero Bonald y algunos poetas más (luego conocida como Generación del 50 o del medio siglo). En 1959 participó en los actos del vigésimo aniversario de la muerte de Antonio Machado en la localidad francesa de Colliure.
Varios de sus poemas fueron seleccionados en la antología Veinte años de poesía española (1939-1959) de 1960 preparada por Josep María Castellet para la editorial Seix Barral. Tras su segundo libro, Sin esperanza, con convencimiento (1961), Ángel González pasó a ser adscrito al grupo de poetas conocido como Generación del 50 o Generación de medio siglo. En 1962 fue galardonado en Colliure con el Premio Antonio Machado de la editorial Ruedo Ibérico de París por su libro Grado elemental. 
El año 1970 fue invitado a dar conferencias a la Universidad de Nuevo México en Albuquerque y luego extendieron su invitación para que enseñara durante un semestre; fijó su residencia en Estados Unidos y en 1973 pasó por las Universidades de Utah, Maryland y Texas bajo la misma condición de profesor invitado, regresando en 1974 a la Universidad de Nuevo México en Albuquerque como fijo de Literatura Española Contemporánea, cargo en que se jubiló en 1993. En 1979 viajó a Cuba para formar parte del jurado del Premio Casa de las Américas de Poesía. Ese mismo año conoció a Susana Rivera, con la que se casó en 1993. Tras su jubilación siguió residiendo en Nuevo México aunque a partir de 2006 las visitas a España eran cada vez más reiteradas. 
En 1985 le concedieron el Premio Príncipe de Asturias de las Letras y en 1991 el Premio Internacional Salerno de Poesía. En enero de 1996 fue elegido miembro de la Real Academia Española en el sillón "P" sustituyendo al escritor Julio Caro Baroja. Fue propuesto por los académicos Gregorio Salvador, Miguel Delibes y Emilio Alarcos. El mismo año, además, obtuvo el Premio Reina Sofía de Poesía Iberoamericana. En 2001 obtuvo el Premio Julián Besteiro de las Artes y las Letras. En 2004 se convirtió en el primer ganador del Premio Internacional de Poesía Federico García Lorca.
Su obra es una mezcla de intimismo y poesía social, con un particular y característico toque irónico, y trata asuntos cotidianos con un lenguaje coloquial y urbano, nada neopopularista ni localista. El paso del tiempo y la temática amorosa y cívica son las tres obsesiones que se repiten a lo largo y ancho de sus poemas, de regusto melancólico pero optimistas. Guillermo Díaz-Plaja define así su poesía:
Canta el dolor o la desesperanza, la gris manquedad de la frustración o la tristeza irremediable del fracaso de los sueños.
Su lenguaje es siempre puro, accesible y transparente; se destila en él un fondo ético de digna y humana fraternidad, que oscila entre la solidaridad y la libertad, al igual que el de otros colegas generacionales como José Ángel Valente, Jaime Gil de Biedma, Carlos Barral, José Agustín Goytisolo y José Manuel Caballero Bonald.
El profesor Enrique Baena Peña de la Universidad de Málaga en Metáforas del compromiso. Configuraciones de la poética actual y creación de Ángel González indaga en la estética literaria llamada realismo crítico o ético de los años cincuenta en España, de la que Ángel González es uno de los representantes más significativos.
González colaboró con el cantautor Pedro Guerra en el libro-disco La palabra en el aire (2003) y también con el tenor Joaquín Pixán, el pianista Alejandro Zabala y el acordeonista Salvador Parada en el álbum Voz que soledad sonando (2004). El cantautor Joaquín Sabina le rendiría tributo con su canción "Menos dos alas".
En la madrugada del 12 de enero de 2008 falleció el poeta, a los 82 años, en Madrid, a causa de la insuficiencia respiratoria crónica que padecía.

## Obras

### Lírica
- Áspero mundo, M., Col. Adonais, 1956.(Accésit Premio Adonáis 1955). 2ª ed. Ediciones Vitruvio, 2012.
- Sin esperanza, con convencimiento, B., Colliure, 1961.
- Grado elemental, París, Ruedo Ibérico, 1962 (Premio Antonio Machado).
- Palabra sobre palabra, M., Poesía para todos, 1965, 1972 y 1977.
- Tratado de urbanismo, B., Col. El Bardo, 1967.
- Breves acotaciones para una biografía, Las Palmas de Gran Canaria, Inventarios provisionales, 1971.
- Procedimientos narrativos, Santander, La isla de los ratones, 1972.
- Muestra de... algunos procedimientos narrativos y de las actitudes sentimentales que habitualmente comportan, M., Turner, 1976.
- Muestra, corregida y aumentada, de algunos procedimientos narrativos y de las actitudes sentimentales que habitualmente comportan, M., Turner, 1977.
- Prosemas o menos, M., Hiperión,1985.
- Deixis en fantasma, M., Hiperión, 1992.
- Otoños y otras luces, B., Tusquets, 2001.
- Nada grave, Madrid: Visor, 2008, póstumo.

### Antologías
- Poemas. Madrid. Cátedra. 1980 (selección del autor; reeditada en 2003).
- A todo amor, 1988.
- Ángel González. Gijón. Júcar. 1989 (introducción por Peter Andrew Debicki).
- Luz, o fuego, o vida, Salamanca, Ediciones Universidad de Salamanca, 1996.
- Lecciones de cosas y otros poemas, 1998.
- 101 + 19 = 120 poemas, Madrid, Visor, 2000.
- La música y yo. Madrid. Visor. 2002.
- Antología poética. Madrid. Alianza. 2003 (introducción por Luis Izquierdo).
- Realidad casi nube, Madrid, Aguilar, 2005.
- Palabra sobre palabra, Barcelona, Seix Barral, 2005 (Poesía completa).
- Antología de poesía para jóvenes. Madrid. Alfaguara. 2008 (incluye una entrevista con Benjamín Prado)..
- La Primavera avanza, Madrid, Visor, 2009. (Prólogo de Susana Rivera)

### Ensayo
- Juan Ramón Jiménez (1973)
- El Grupo poético de 1927 (1976)
- Gabriel Celaya (1977)
- Antonio Machado (1979)
- El maestro (1955)

### Epistolario
- Querido Antonio: aquí, como siempre. Cartas a Antonio Navas Jiménez [1967-2004] (2022).

## Obras sobre Ángel González
- Álvarez Labra, Ricardo, Ángel González en la poesía española contemporánea. Tesis doctoral dirigida por Araceli Iravedra, y defendida en la Universidad de Oviedo, el 6 de julio de 2018.[9]
- Baena Peña, Enrique. Metáforas del compromiso. Configuraciones de la poética actual y creación de Ángel González. Madrid: Cátedra, 2007.